# Sinagoga Ansche Chesed / Angel Orensanz Center
La sinagoga Ansche Chesed  (Ansche Chesed Synagogue), così denominata dal nome della comunità che l'ha fondata, è una sinagoga ottocentesca in stile neogotico, oggi nota prevalentemente come centro culturale (The Angel Orensanz Center) ma ancora usata per il culto dalla congregazione ebraica riformata The Shul of New York. Costruita a New York nel 1849, nel periodo quindi precedente alla guerra civile americana, - dopo la sinagoga Touro di Newport, la sinagoga Kahal Kadosh Beth Elohim di Charleston (Carolina del Sud), e a la sinagoga Lloyd Street di Baltimora (Maryland) - è la quarta più antica sinagoga ancora esistente nel territorio degli Stati Uniti.

## La costruzione della sinagoga
La sinagoga Ansche Chesed, nota anche come sinagoga Norfolk Street o sinagoga agoga Ansche Slonim e oggi come Angel Orensanz Center, si trova al n.172 di Norfolk Street (tra Stanton Street e East Houston Street) nel Lower East Side di Manhattan, New York.
L'edificio fu costruito nel 1849 dalla Congregation Ansche Chesed, la terza comunità ebraica ad essersi costituita a New York. La progettazione fu affidata all'architetto di origine tedesca Alexander Saeltzer. La sinagoga fu ufficialmente inaugurata e consacrata il 16 maggio 1850 dal rabbino Max Lilienthal; tra gli ospiti il sindaco di New York, diversi consiglieri comunali di New York e prelati cristiani.

## L'architettura
Alexander Saeltzer ideò un'audace e inusuale architettura neogotica, ispirandosi ai modelli della cattedrale di Colonia, della Friedrichswerdersche Kirche di Berlino, e della Cappella Sistina in Vaticano.
La facciata, tripartita, è in mattoni di pietra rossa, ricoperti di stucco, ed è incorniciato alla sua sommità da un frontone a punta con due torrioni laterali.
La sala di preghiera, divisa in tre navate, misura 27 metri di lunghezza, 21 metri di larghezza e 15 metri di altezza, con alti soffitti a volta color blu. Tre piani di balconate sovrapposte si aprono sulle navate centrali. Capace di accogliere oltre 1500 fedeli, al tempo della sua costruzione era la più grande sinagoga degli Stati Uniti.
La sala è illuminata da alte finestre ogivali ad arco acuto. L'arca è inserita in un baldacchino con timpano sormontato dalla stella di Davide con pinnacoli sottili su entrambi i lati.

## Storia della sinagoga, dalla sua costruzione ai giorni nostri
Dal 1849 al 1974, la sinagoga fu usata da quattro diverse congregazioni ebraiche. La Congregation Ansche Chesed, che l'aveva fondata nel 1849, nel 1873 la vendette alla Congregation Shaari Rachmim che ne fece uso fino al 1886. Fu quindi la volta, dal 1886 al 1921, della Congregation Ohab Zedek, e quindi della Congregation Sheveth Achim Ansche Slonim che dal 1921 al 1974 ne fece la propria sede. A quel punto la sinagoga fu abbandonata, per anni vandalizzata e con il degrado rischiò la demolizione.
Nel 1986 l'edificio fu acquistato dall'artista spagnolo Angel Orensanz che la restaurò, riadattandola a galleria d'arte e sede di manifestazioni culturali. La sinagoga Ansche Chesed  ha avuto così nuova vita dal 1992 come Angel Orensanz Center, sede della Angel Orensanz Foundation for the Arts
Grazie all'opera di promozione compiuta dal Centro, dopo lunghi anni di abbandono la sinagoga vide riconosciuto il proprio valore storico e artistico. Si tratta infatti del più antico edificio sinagogale ancora esistente a New York e uno dei pochi negli Stati Uniti costruiti in stile neogotico. La rivalorizzazione del luogo ha significato anche la sua rinascita cultuale. Dal 1997 la Shul of New York, una congregazione ebraica riformata di New York, in accordo con l'Angel Orensanz Foundation for the Arts utilizza l'edificio in occasione delle principali feste ebraiche.